# Regierung der Deutschsprachigen Gemeinschaft

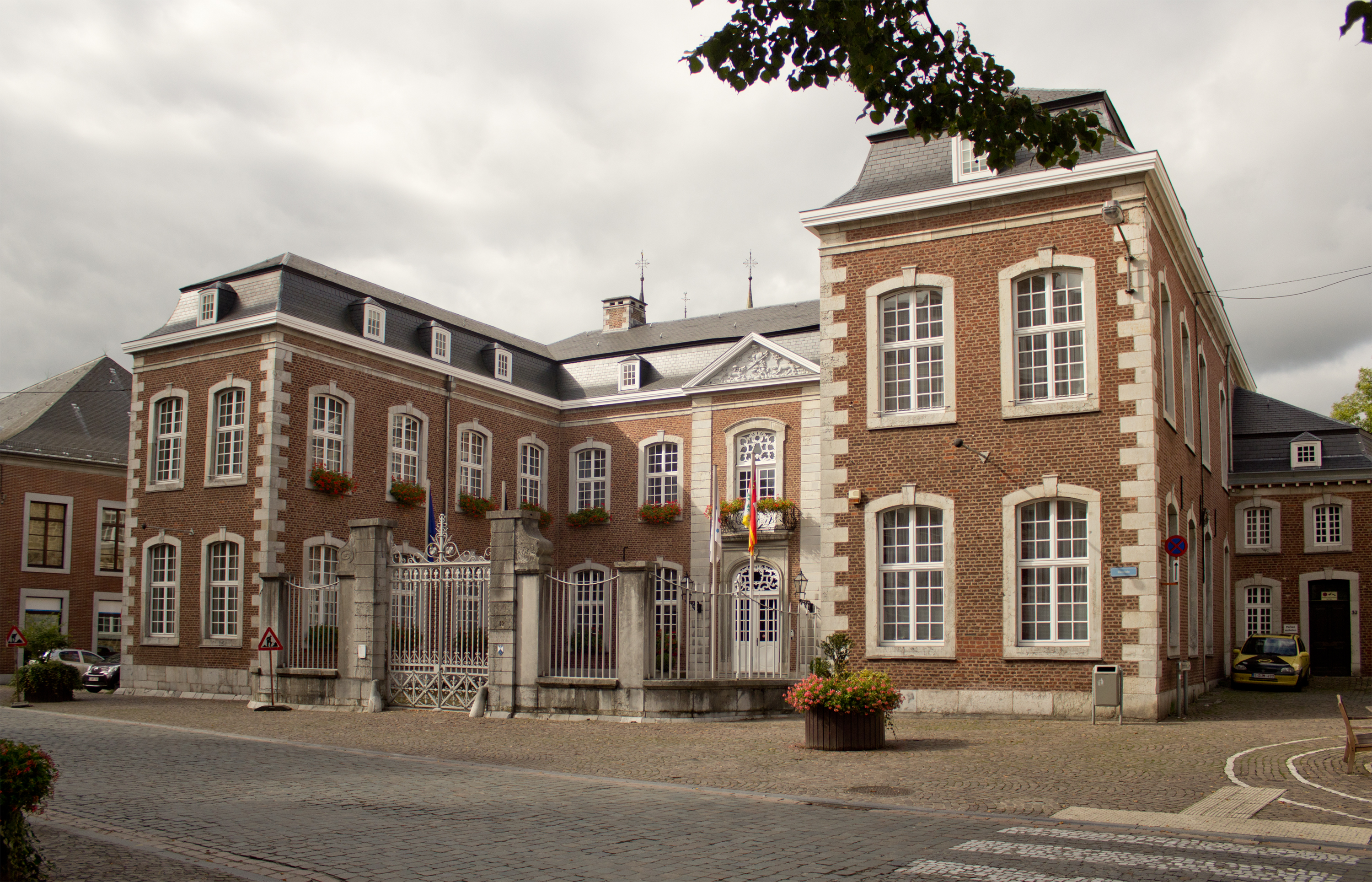
Der Sitz der Regierung im Haus Grand Ry an der Eupener Klötzerbahn

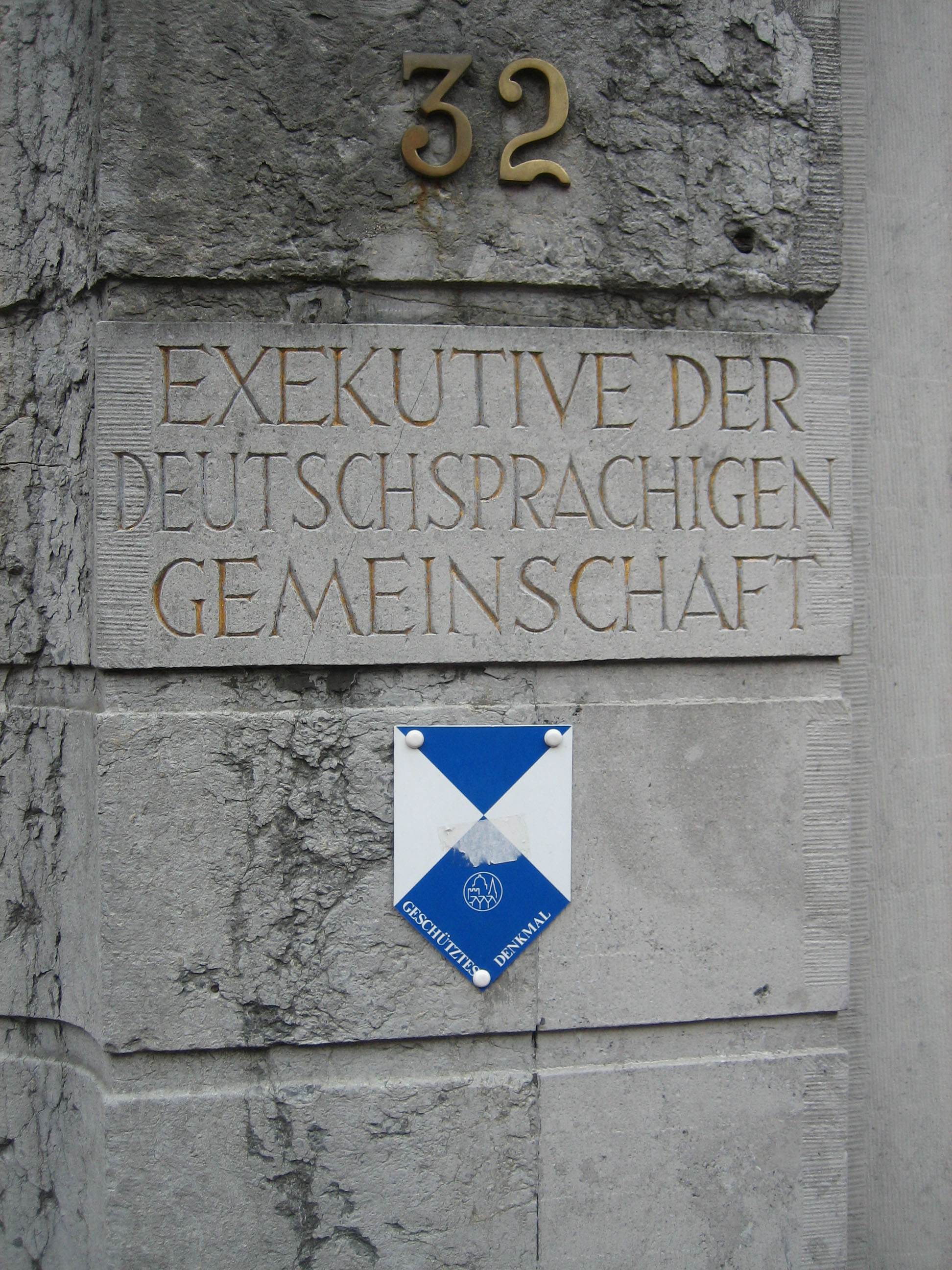
Das vermutlich von Johann Joseph Couven gezeichnete Gebäude steht unter Denkmalschutz

Die Regierung der Deutschsprachigen Gemeinschaft (manchmal DG-Regierung abgekürzt), ehemals Exekutive der Deutschsprachigen Gemeinschaft, ist das exekutive Organ der Deutschsprachigen Gemeinschaft (DG) Belgiens mit Sitz im Haus Grand Ry in Eupen.
Die Regierung ist aus einem Ministerpräsidenten und derzeit drei anderen Mitgliedern zusammengestellt. Die vornehmlichsten Befugnisse der Regierung sind die Erstellung von Dekretentwürfen und die Ausführung von Dekreten, die im Parlament der DG verabschiedet wurden. Zudem entwirft und koordiniert die Regierung die Politik der Gemeinschaft, führt innerhalb ihrer Zuständigkeiten die auswärtigen Beziehungen und organisiert die Verwaltung der DG.
Die Regierung ist allein vor dem Parlament der Deutschsprachigen Gemeinschaft verantwortlich. Dieses kann die Anwesenheit der Regierung verlangen und ihr das Vertrauen schenken oder entziehen.

## Geschichte

Das deutsche Sprachgebiet Belgiens

Anlässlich der Schaffung der Kulturgemeinschaften durch die erste Staatsreform im Jahr 1970 und der ersten Umwandlung Belgiens in einen Bundesstaat wurde auch ein Rat der deutschen Kulturgemeinschaft (RdK) ins Leben gerufen. Dieser wurde auf Ebene des deutschen Sprachgebiets Belgiens durch direkte Wahlen zusammengesetzt (die erste Wahl fand am 10. März 1974 statt) und gilt als Vorläufer des heutigen Parlaments der Deutschsprachigen Gemeinschaft.
Dem RdK, der über eigene Verordnungen im Kulturbereich abstimmen konnte, allerdings (noch) keine Normen mit Gesetzeskraft verabschieden durfte, wurde damals allerdings keine eigene Exekutive zur Seite gestellt. Somit kam es zu einer eigenartigen Situation, in der ein direkt gewähltes gliedstaatliches Organ zwar einen verordnenden Rahmen erstellen konnte, die Ausführung dieses Rahmens jedoch weiterhin der bundesstaatlichen Behörde, der damaligen Nationalregierung, oblag. Auch wenn in der Nationalregierung einige Mitarbeiter aus dem deutschsprachigen Landesteil vertreten waren (das sogenannte „Ostbelgienkabinett“), galt weiterhin, dass die Minister dieser Regierung nicht vor den Räten der Kulturgemeinschaften verantwortlich, sondern nur vor dem nationalen Parlament.
Die erste Regierung der Deutschsprachigen Gemeinschaft, damals noch Exekutive genannt, wurde erst am 31. Januar 1984 eingesetzt. Tatsächlich wurden bei der zweiten Staatsreform von 1980 die Kulturgemeinschaften in Gemeinschaften mit eigener Gesetzgebungskompetenz umgewandelt. Die Schaffung besonderer Exekutivorgane, die durch die Gemeinschaftsräte gewählt wurden und vor ihnen verantwortlich waren, war somit unumgänglich geworden, sodass auch die Deutschsprachige Gemeinschaft nach Verabschiedung der sogenannten Ostbelgiengesetze ihre eigene Exekutive erhielt.
Die Bezeichnung „Regierung der Deutschsprachigen Gemeinschaft“ erhielt die Exekutive schließlich durch die anlässlich der vierten Staatsreform vorgenommene Verfassungsrevision von 1993.

## Regierungsbildung
Grundsätzlich wird eine neue Regierung gebildet, wenn die Vorgängerregierung zurückgetreten ist. Dies ist im Prinzip nach jeder Parlamentsneuwahl der Fall. Es ist aber auch möglich, dass eine neue Regierung nach dem ungeplanten Scheitern der Vorgängerin gebildet werden muss. Eine Regierungswahl setzt in jedem Fall Koalitionsverhandlungen zwischen den im Parlament vertretenen Fraktionen voraus. In diesem Zusammenhang ist zu bemerken, dass es keine zeitliche Vorgabe für die Bildung einer Regierung gibt. Die verhandelnden Parteien können sich so viel Zeit nehmen wie sie brauchen. Bis zur Bildung der neuen Regierung übernimmt die scheidende die „laufenden Geschäfte“ (siehe unten).
Gemäß der Verfassung werden die Mitglieder jeder Gemeinschaftsregierung von ihrem Parlament gewählt. Als Minister gewählt werden die Regierungskandidaten, die auf einer von der absoluten Mehrheit der Parlamentsmitglieder unterzeichneten Liste vorgeschlagen wurden; diese Liste muss mehrere Personen verschiedenen Geschlechts aufweisen und legt die Rangordnung der künftigen Minister fest. Die jeweiligen Kandidaturvorschläge müssen durch mindestens drei Parlamentsmitglieder unterzeichnet werden, wobei jeder Parlamentarier nur einmal seine Stimme abgeben darf. Wenn dem Parlamentspräsidenten am Tag der Wahl keine Liste ausgehändigt wird, die von der absoluten Mehrheit der Parlamentarier unterzeichnet wurde, werden getrennte geheime Wahlen für die Mitglieder der Regierung durchgeführt.
Schließlich legen die Minister den Verfassungseid vor dem Präsidenten des Parlaments der Deutschsprachigen Gemeinschaft ab. Anders als die gewöhnlichen Minister leistet der Ministerpräsident seinen Eid nicht nur vor dem Parlament, sondern zusätzlich auch vor dem König.
Durch die Eidesleistung vor dem Parlament gilt die Regierung bereits als gebildet und vollends funktionstüchtig. Allerdings wird in der Praxis wenige Wochen nach der Regierungsbildung eine Regierungserklärung im Parlament verlesen. Im Anschluss an diese bittet die Regierung in der Regel nochmals formal um das Vertrauen des Parlaments.

## Zusammensetzung

### Ministerpräsident

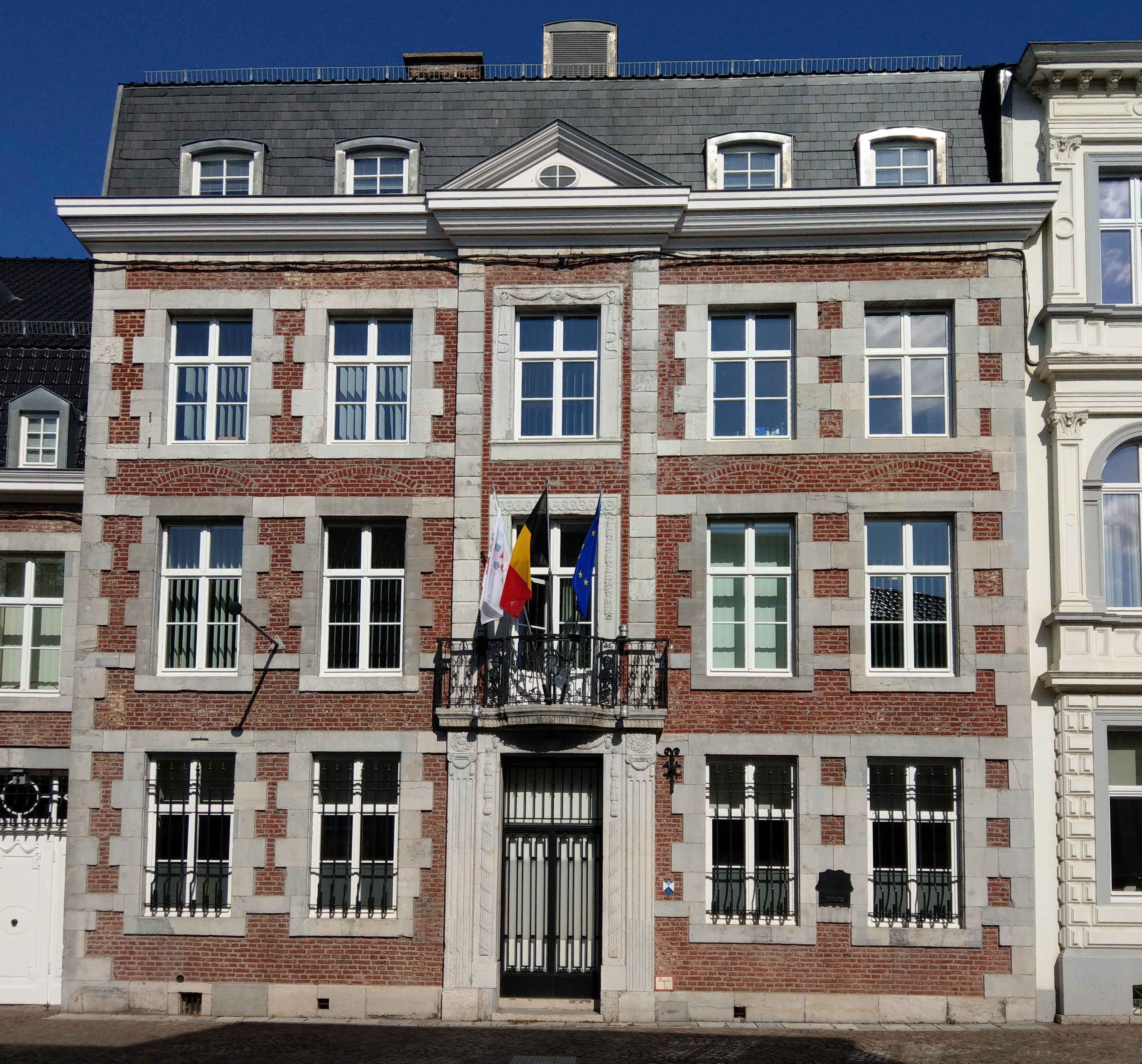
Sitz des Ministerpräsidenten im Haus Gospertstraße 42 in Eupen

Der Ministerpräsident der Deutschsprachigen Gemeinschaft ist der Regierungschef der Gemeinschaft und somit einer der wichtigsten politischen Amtsträger. Er hat seit dem Jahr 2009 seinen Amtssitz im Haus Gospertstraße 42 in Eupen. Die Regierung selbst bestimmt den Ministerpräsidenten aus ihrer Mitte; diese Entscheidung muss vom König ratifiziert werden. In Abwesenheit eines Konsenses wird der Ministerpräsident mittels geheimer Wahl und absoluter Mehrheit der Regierungsmitglieder bestimmt.
Der Ministerpräsident führt als primus inter pares die Regierung an und hat den Vorsitz bei den Regierungssitzungen inne (siehe unten). Er vertritt die Regierung in den verschiedenen Institutionen und repräsentiert Gemeinschaft auf nationaler und internationaler Ebene.
Was die Unvereinbarkeiten und übrigen Bedingungen betrifft, die erfüllt werden müssen, um Ministerpräsident werden zu können, so unterscheidet sich das Amt des Ministerpräsidenten nicht von dem eines gewöhnlichen Ministers.
Die bisherigen Ministerpräsidenten der Deutschsprachigen Gemeinschaft waren:
- Bruno Fagnoul (PFF): 30. Januar 1984 – 11. November 1986
- Joseph Maraite (CSP): 11. November 1986 – 6. Juli 1999
- Karl-Heinz Lambertz (SP): 6. Juli 1999–2014
- Oliver Paasch (ProDG): seit 2014

### Minister
Die Minister bilden die Regierung der Deutschsprachigen Gemeinschaft und übernehmen alle verfassungsmäßigen und gesetzlichen Exekutivfunktionen. Die Anzahl der Regierungsmitglieder, einschließlich des Ministerpräsidenten, ist auf mindestens 3 und höchstens 5 festgelegt; während die Regierung bis 2004 noch zu dritt tagte, stellt sie derzeit 4 Mitglieder.
Um Minister der Regierung der Deutschsprachigen Gemeinschaft zu werden, müssen vier Bedingungen erfüllt sein:
- die belgische Staatsbürgerschaft besitzen,
- mindestens 18 Jahre alt sein,
- im Bevölkerungsregister einer Gemeinde des deutschen Sprachgebiets eingetragen sein,
- sich nicht in einem der gesetzlichen Ausschlussgründe befinden.

Das Amt des Ministers ist unvereinbar mit gewissen anderen Funktionen. So ist es nicht möglich, Mitglied des Parlaments zu sein und gleichzeitig ein Ministeramt zu bekleiden. Auch können Minister der DG-Regierung nicht gleichzeitig als Minister in der Föderalregierung oder in einer anderen Gemeinschafts- oder Regionalregierung ernannt werden.
Für die Ausübung ihrer Ämter verfügen die Minister über eine gewisse Immunität. Tatsächlich dürfen sie nicht anlässlich einer in Ausübung ihres Amtes erfolgten Meinungsäußerung oder Stimmabgabe verfolgt oder Gegenstand irgendeiner Ermittlung werden. Ihre straf- oder zivilrechtliche Verantwortlichkeit kann trotzdem in gewissen Fällen festgestellt werden (siehe unten).

## Befugnisse
Die Regierung der Deutschsprachigen Gemeinschaft erarbeitet Dekret- und Erlassentwürfe, schlägt dem Parlament den Haushaltsplan vor und entwirft und koordiniert die Politik der Gemeinschaft im Allgemeinen. Ihre Arbeit erstreckt sich somit auf verschiedene Ebenen.

### Ausführende Gewalt

#### Inhalt der Rechtsinstrumente

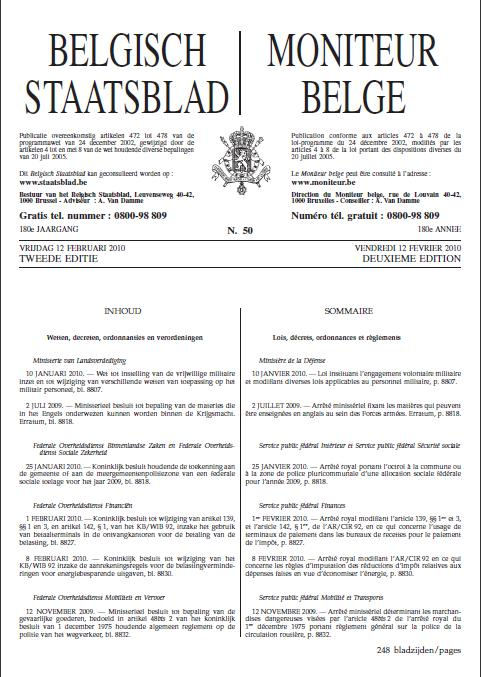
Erlasse der Regierung werden im Belgischen Staatsblatt veröffentlicht

Die Regierung der Deutschsprachigen Gemeinschaft erhält ihre Zuständigkeiten als ausführende Behörde einerseits durch ausdrückliche Delegationen des Dekretgebers, der die Regierung mit der Präzisierung von Teilaspekten eines Dekrets beauftragt. Der erste der Regierung obliegende Ausführungsakt ist dabei die Sanktion und die Ausfertigung der Dekrete.
Andererseits ist gesetzlich vorgesehen, dass die Regierung die zur Ausführung der Dekrete notwendigen Maßnahmen erlässt, ohne die Dekrete selbst aussetzen oder von ihrer Ausführung entbinden zu dürfen. So kann die Regierung beispielsweise Bestimmungen präzisieren, die der Dekretgeber nur auf Prinzipebene festgehalten hat. Die Aufgaben der Exekutive gehen jedoch darüber hinaus: In Wahrheit sorgt die Regierung für das tagtägliche Funktionieren der Gemeinschaft. Die unmittelbare Ausführung der Gesetze durch die öffentlichen Behörden und Verwaltungen sowie die Gewährleistung der öffentlichen Gewalt, die auf die Sicherung der Ausführung der Dekrete abzielt, gehören ebenfalls zu den Aufgaben des Exekutivorgans.
Hierbei wird, was die Inhalte der Rechtsinstrumente betrifft, zwischen Regelerlassen (auch Verordnungen genannt) und Einzelerlassen (auch Individualerlasse genannt) unterschieden:
- Regelerlasse: Erlasse mit Regelwirkung enthalten allgemeine und abstrakte Bestimmungen, die für die Gegenwart und die Zukunft eine Verhaltensnorm festlegen. Er betrifft also eine unbestimmte Anzahl von Fällen aufgrund objektiver Kriterien. Die Initiative für die Erstellung eines Regelerlasses liegt immer bei der Behörde selbst.
- Einzelerlasse: Diese Erlasse haben eine begrenzte Tragweite und sind nur auf bestimmte Personen und konkrete Situationen anwendbar. Sie stellen die Entscheidung einer Behörde dar, die gegebenenfalls auch auf Anfrage der betroffenen Person getroffen wurde (beispielsweise ein Genehmigungsantrag).

#### Form der Rechtsinstrumente
Um ihrer Aufgabe als ausführende Gewalt nachzukommen, greift die Regierung der Deutschsprachigen Gemeinschaft auf verschiedene Rechtsinstrumente zurück, wie Erlasse der Regierung, Ministererlasse oder Rundschreiben.
Erlasse der Regierung: Sie sind die höchste Rechtsnorm der Exekutiven der Deutschsprachigen Gemeinschaft. Die anderen Erlasse, wie beispielsweise Ministererlasse, Erlasse der Provinzkollegien oder Bürgermeistererlasse sind den Bestimmungen der Erlasse der Regierung untergeordnet. In der Normenhierarchie sind sie allerdings der Verfassung und den Gesetzen und Dekreten untergeordnet.
Die Verabschiedung eines Regierungserlasses unterliegt gewissen Formregeln:
- Sie führen die Verfassungs- oder Gesetzes- beziehungsweise Dekretgrundlagen auf, die das Handeln der Exekutive berechtigen;
- Sie werden, insofern sie einen Regelinhalt besitzen (siehe oben), zuerst dem Staatsrat zur rechtlichen Überprüfung übermittelt;[18]
- Sie müssen, falls es sich um Einzelerlasse handelt (siehe oben), sowohl inhaltlich als auch formal begründet werden;[19]
- Sie werden gegebenenfalls im Belgischen Staatsblatt in deutscher Sprache mit einer französischen und einer niederländischen Übersetzung veröffentlicht;[20] usw.

Ministererlasse (oder Ministerielle Erlasse): Diese Erlasse werden durch einen Minister selbst verfasst und nicht durch die Regierung verabschiedet. Sie betreffen in der Regel nur Einzelentscheidungen.
Rundschreiben: Rundschreiben sind amtliche Mitteilungen eines Ministers an die Beamten des Ministeriums, in denen gegebenenfalls die Auslegung eines Dekrets oder Erlasses präzisiert wird. Sie dienen dem reibungslosen Funktionieren der Dienste. Sie haben grundsätzlich keine bindende Wirkung für den Bürger.

### Dekretinitiative

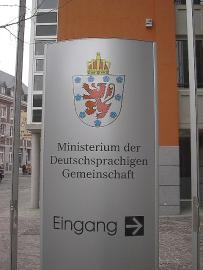
Das Eingangsschild des Ministeriums der DG

Neben den Mitgliedern des Parlaments besitzt die Regierung der Deutschsprachigen Gemeinschaft für die Erstellung von Dekreten, das heißt Rechtsinstrumenten mit Gesetzesnorm, ein Initiativrecht. Während man die von den Parlamentariern eingereichten Texte Dekretvorschläge nennt, werden die der Regierung als Dekretentwürfe bezeichnet. Dem Dekretentwurf geht ein Vorentwurf voran, der von der Regierung ausgearbeitet wurde und für den ein nicht bindendes Gutachten der gesetzgebenden Abteilung des Staatsrates eingeholt wurde. Aufgrund dieses Gutachtens und eventuell den Bemerkungen anderer konsultierter Personen oder Einrichtungen wird der Vorentwurf gegebenenfalls angepasst. Ist die Regierung mit dem genauen Wortlaut des Dekretentwurfs einverstanden, kann er im Parlament hinterlegt werden.
Der eingereichte Dekretentwurf besteht in der Regel aus mehreren Teilen. Er enthält neben dem Entwurf an sich eine allgemeine Begründung und gegebenenfalls ein Kommentar zu den Artikel, eine Abschrift des Vorentwurfs, der dem Staatsrat vorgelegt wurde, sowie das Gutachten des Staatsrates, eine Zusammenfassung des Gegenstandes des Entwurfs und gegebenenfalls die Anhänge des Entwurfs. In jedem Fall werden die Entwürfe in deutscher Sprache eingereicht.
Die Regierung macht sehr häufig von ihrem Initiativrecht Gebrauch und die meisten angenommenen Gesetzestexte sind in der Regel auf einen Gesetzesentwurf der Regierung zurückzuführen.

### Organisation der Verwaltung
Die Regierung der Deutschsprachigen Gemeinschaft verfügt als Verwaltungsbehörde über das Ministerium der Deutschsprachigen Gemeinschaft. Die Beamten des Ministeriums sorgen für die Umsetzung der Entscheidungen der Regierung; sie werden von der Regierung gemäß den Vorgaben eines statutarischen Rahmens ernannt.

### Außenbeziehungen

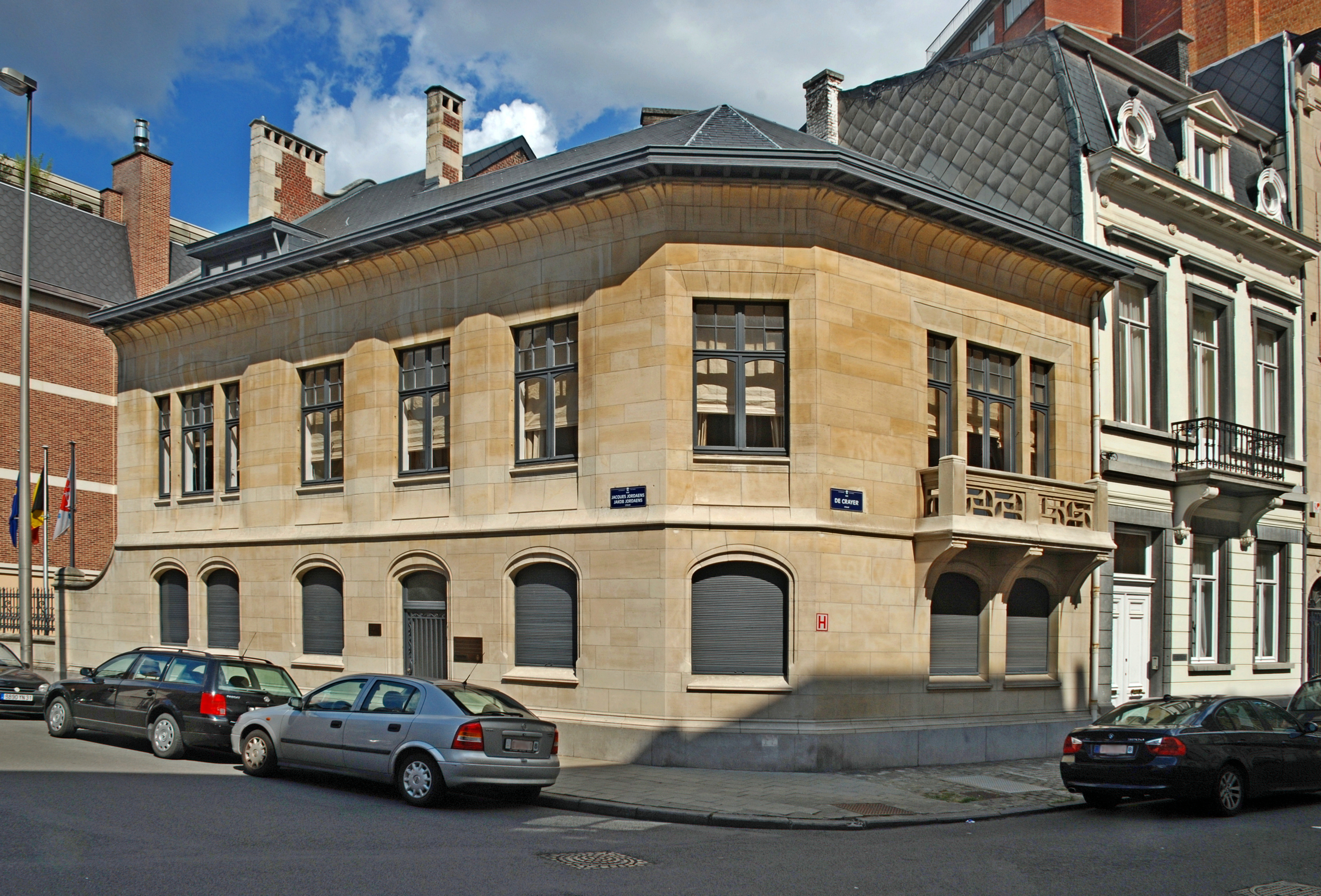
Das Hôtel De Brouckère, Sitz der Außenvertretung der DG in Brüssel

Seit der vierten Staatsreform von 1993 ist die Regierung der Deutschsprachigen Gemeinschaft, ebenso wie die Regierungen der anderen Gemeinschaften und Regionen, innerhalb ihres Zuständigkeitsbereiches befugt, eigene internationale Beziehungen zu führen und verfügt in dieser Hinsicht über das sogenannte „treaty making power“ (Befugnis, völkerrechtliche Verträge zu unterzeichnen).
Es muss in Belgien also für die Zuständigkeitsfrage zwischen drei Arten von internationalen Verträgen unterschieden werden:
„Föderale“ Verträge: Verträge, die die Zuständigkeiten des Föderalstaates (oder seine „Restkompetenz“) berühren, werden vom König (und der Föderalregierung) verhandelt und abgeschlossen.
„Gliedstaatliche“ Verträge: Im Rahmen ihrer Zuständigkeiten können die Regierungen der Gemeinschaften und der Regionen in völliger Autonomie Verträge abschließen. Da sie dadurch auf völkerrechtlicher Ebene auch den belgischen Staat rechtlich verpflichten, behält die Verfassung der föderalen Regierung trotz allem einige Interventionsmöglichkeiten vor. So müssen die Gliedstaaten die Föderalregierung im Vorfeld informieren, wenn sie Verhandlungen im Hinblick auf die Unterzeichnung von internationalen Verträgen beginnen möchten. Nach dieser Information verfügt die Föderalregierung über 30 Tage, um der betroffenen Regierung gegebenenfalls mitzuteilen, dass sie Einwände gegen den Vertrag hegt; dadurch werden die erwähnten Verhandlungen automatisch ausgesetzt und die „interministerielle Konferenz der Außenpolitik“ wird einberufen. Diese wird damit beauftragt, innerhalb von 30 Tagen eine Konsenslösung zu finden. Ist dies unmöglich, läuft erneut eine Frist von 30 Tagen: Reagiert die Föderalregierung nicht, ist die Aussetzung des Verfahrens beendet und der Gliedstaat kann weiter seine Verhandlungen führen. Will die Regierung jedoch die Aussetzung des Verfahrens bestätigen, kann sie dies ausschließlich aufgrund eines der folgenden Umstände:
- die Vertragspartei wurde nicht von Belgien anerkannt;
- Belgien führt keine diplomatischen Beziehungen zu dieser Vertragspartei;
- eine Entscheidung oder eine Handlung der Vertragspartei hat dazu geführt, dass die Beziehungen mit Belgien abgebrochen, aufgehoben oder ernsthaft geschädigt wurden;
- der Vertragsentwurf widerspricht den internationalen oder supranationalen Verpflichtungen Belgiens.[28]

Gemischte Verträge: Bei internationalen Verträgen, die sowohl die Zuständigkeiten des Föderalstaates als auch diejenigen eines oder mehrerer Gliedstaaten berühren, regelt ein Zusammenarbeitsabkommen die Kooperation zwischen den verschiedenen Regierungen. Die Föderalstaat muss im Vorfeld die interministerielle Konferenz der Außenpolitik informieren, wenn er beabsichtigt, einen gemischten Vertrag zu verhandeln. Die Verhandlungen werden von den Vertretern der verschiedenen Behörden geführt, wobei die koordinierende Führung vom FÖD Auswärtige Angelegenheiten übernommen wird. Im Prinzip unterzeichnen der föderale Außenminister und ein Minister der betroffenen Gliedstaaten gemeinsam den Vertrag. Nach der Unterzeichnung legen die verschiedenen Regierungen den Vertrag ihren jeweiligen Parlamenten zur Zustimmung vor und informieren sich gegenseitig hierüber. Erst wenn alle Parlamente ihre Zustimmung gegeben haben, bereitet der föderale Außenminister die Ratifizierungsurkunde für Zustimmung Belgiens vor und lässt sie vom König unterschreiben.
Für die Ausführung der internationalen Verträge gelten die üblichen Verfassungsregeln in Bezug auf die Zuständigkeitsverteilung zwischen Legislative und Exekutive einerseits, und zwischen Föderalstaat und Gliedstaaten andererseits. Bemerkenswert hierbei ist, dass die Föderalregierung anstelle eines Gliedstaates treten kann (und somit die föderalstaatliche Struktur „ausklammern“ kann), wenn dieser es versäumt, seinen internationalen oder supranationalen Verpflichtungen nachzukommen. Der Föderalstaat kann in diesen Fällen sogar die hierfür anfallenden Kosten zurückfordern. Der Eingriff der föderalen Behörde ist jedoch nur dann möglich, wenn gleichzeitig drei Bedingungen erfüllt werden:
- der belgische Staat wurde von einer internationalen oder supranationalen Gerichtsbarkeit aufgrund des Versäumnisses eines Gliedstaates verurteilt;
- die betroffene Behörde wurde drei Monate im Voraus angemahnt;
- der Föderalstaat hatte die betroffene Behörde während des gesamten Verfahrens beteiligt.[36]

Auch die Vertretung Belgiens in den verschiedene Versammlungen und Gremien auf internationaler Ebene sieht ein kompliziertes Zusammenspiel zwischen der Föderalregierung und den verschiedenen Regierungen der Gliedstaaten vor. Es wurden Zusammenarbeitsabkommen geschlossen für die Vertretung Belgiens in internationalen Organisationen (wie z. B. der Europarat, die OECD oder die Vereinten Nationen) oder im EU-Ministerrat. Auch die Art und Weise, wie die föderale Behörde die Gliedstaaten vor den internationalen Gerichtshöfen vertreten kann, wurde in einem Zusammenarbeitsabkommen geregelt.

## Parlamentarische Kontrolle

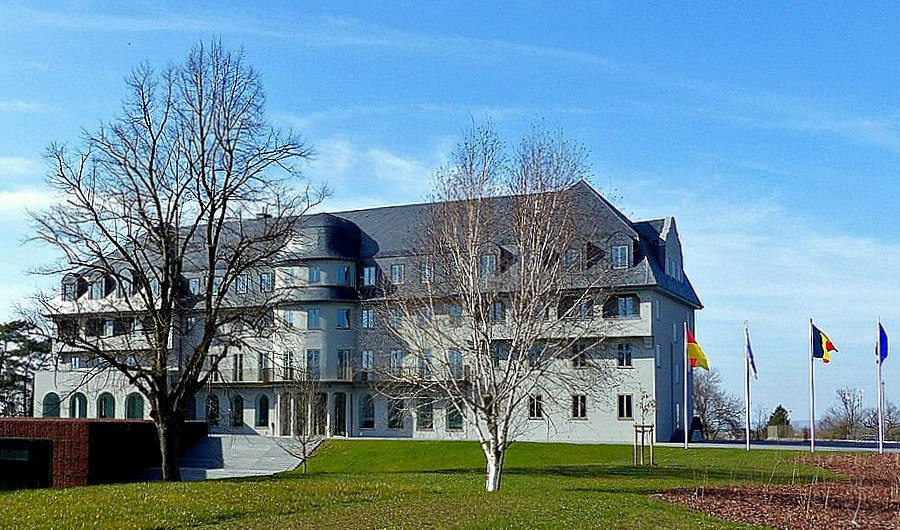
Das Parlament der Deutschsprachigen Gemeinschaft am Eupener Kehrweg

Einer der Grundzüge der parlamentarischen Demokratie ist, dass die Legislative gegenüber der Exekutiven ein Kontrollrecht besitzt und ihr im äußersten Fall das Vertrauen entziehen kann und dass sich somit die Exekutive gegenüber der Legislativen für ihre Politik rechtfertigen muss. Über diese politische Verantwortlichkeit hinaus können die Mitglieder der Exekutive trotz ihrer rechtlichen Immunität in gewissen Fällen auch straf- und zivilrechtlich verantwortlich gemacht werden.

### Politische Verantwortlichkeit
Die Regierung muss sich für ihre Politik vor dem Parlament verantworten und die Regierungsmitglieder müssen ihm Rede und Antwort stehen. Das anfangs ausgesprochene Vertrauen kann vom Parlament jederzeit zurückgezogen werden, sei es durch ein konstruktives Misstrauensvotum, bei dem das Parlament eine Nachfolgeregierung beziehungsweise einen Nachfolgeminister vorschlägt, oder durch eine abgelehnte Vertrauensfrage. (siehe Ende einer Regierung)
Zur Kontrolle der Regierung gehört ebenfalls die Kontrolle der einzelnen Minister. Das Parlament kann deshalb die Anwesenheit einzelner Regierungsmitglieder verlangen.
Das Parlament der Deutschsprachigen Gemeinschaft besitzt schließlich ein Untersuchungsrecht. Dies bedeutet, dass das Parlament einen Untersuchungsausschuss bilden kann, der die gleichen Zuständigkeiten hat wie ein Untersuchungsrichter.

### Straf- und zivilrechtliche Verantwortlichkeit
Das Strafprozessverfahren gegen Regierungsmitglieder wurde im Jahr 1998 nach der sogenannten „Agusta-Affäre“ (Schmiergeldzahlungen bei Rüstungsaufträgen), bei der verschiedene Minister strafrechtlich verfolgt wurden, grundlegend reformiert. Seitdem besagt die Verfassung, dass über Straftaten, die Minister in und außerhalb der Ausübung ihres Amtes begangen haben, ausschließlich durch den Appellationshof, und nicht wie vorher durch den Kassationshof selbst, gerichtet wird. Nur die Staatsanwaltschaft beim zuständigen Appellationshof kann die Verfolgung in Strafsachen gegen einen Minister einleiten und führen. Alle Anträge auf Regelung des Verfahrens, jede direkte Ladung vor den Appellationshof und jede Festnahme, es sei denn bei Entdeckung auf frischer Tat, bedürfen der Genehmigung des Parlaments. Durch diese Genehmigung wird die gegebenenfalls vorhandene parlamentarische Immunität der Minister automatisch aufgehoben. Die Entscheidung des Parlaments beschränkt sich lediglich auf die Ernsthaftigkeit der Anfragen der Staatsanwaltschaft; eine Parlamentsdebatte ist nicht möglich, um die Gewaltentrennung und Unschuldsvermutung einzuhalten und einem Gerichtsprozess nicht vorzugreifen. Gegen die Entscheide des Appellationshofes kann eine Beschwerde beim Kassationshof in vereinigten Kammern eingereicht werden, der nicht über die Sache selbst erkennt.
Was die zivilrechtliche Verantwortlichkeit (die Haftung) betrifft, so sieht die Verfassung vor, dass ein separates Gesetz diese Frage regeln soll. Da ein solches jedoch nie verabschiedet wurde, bleibt das Gemeinrecht anwendbar.

## Ende einer Regierung

### Drei mögliche Szenarien
Das Ende einer Regierung kann den folgenden in drei Fällen bewirkt werden:
- Rücktritt: Die Minister der Regierung oder der Ministerpräsident allein stellen fest, dass es derartige Unvereinbarkeiten innerhalb der Regierung oder der Mehrheit im Parlament gibt, dass eine weitere Zusammenarbeit unmöglich erscheint. Sie entscheiden deshalb von sich aus, ihren Rücktritt beim Parlament einzureichen. Nach dem Rücktritt ist eine neue Mehrheit (oder die alte Mehrheit mit neuer Zusammensetzung oder neuem Vertrauen) im Parlament zu finden und eine neue Regierung zu bilden.[50] Die Möglichkeit, das Parlament aufzulösen und Neuwahlen auszurufen, ist, anders als auf föderaler Ebene,[51] für die Parlamente der Gemeinschaften und Regionen nicht vorgesehen.
- Misstrauensvotum: Die Regierung beziehungsweise ein oder mehrere Minister verlieren die Mehrheit im Parlament. Dieses stimmt mit absoluter Mehrheit einem Misstrauensantrag zu und schlägt gleichzeitig eine neue Regierung beziehungsweise einen oder mehrere neue Minister vor. Die Abstimmung über den Misstrauensantrag darf frühestens 48 Stunden nach seinem Einreichen stattfinden.[52]
- Abgelehnte Vertrauensfrage: Die Regierung verliert auch in diesem Fall die Mehrheit im Parlament. Die absolute Mehrheit der Abgeordneten verweigert der Regierung das Vertrauen, nachdem diese dem Parlament die Vertrauensfrage gestellt hat. Die Abstimmung über die Vertrauensfrage darf frühestens 48 Stunden nach ihrem Einreichen stattfinden.[53]

### Laufende Geschäfte
Zwischen dem Ende einer Regierung und der Ernennung einer neuen kann zuweilen eine lange Zeit vergehen. Bis zur Ernennung der neuen Regierung führt die scheidende die sogenannten „laufenden Geschäfte“ aus, um einen rechtsleeren Zustand zu vermeiden (die Regierung wird auch als „geschäftsführend“ bezeichnet). Die scheidende Regierung trifft somit alle Maßnahmen, die zur reibungslosen Weiterführung der Institutionen notwendig sind. Was genau die laufenden Geschäfte abdecken ist jedoch unklar. Es können im Prinzip im Rahmen der laufenden Geschäfte keine neuen politischen Entscheidungen getroffen werden. Die Rechtslehre unterscheidet die laufenden Geschäfte traditionell in drei Arten:
- die tagtägliche Ausführung der öffentlichen Geschäfte (wie die Auszahlung von Beamtengehältern oder Pensionen);
- die Weiterführung von Entscheidungen, die bereits vor dem Rücktritt der Regierung getroffenen wurden, im Hinblick auf ihren vorgesehenen Ausgang;
- die dringenden Angelegenheiten, die in Abwesenheit einer angebrachten Handhabung der Allgemeinheit einen unwiderruflichen Schaden zufügen würden.

Der Staatsrat behält sich das Recht vor, Regierungsentscheidungen für nichtig zu erklären, wenn sie im Rahmen der laufenden Geschäfte diese Vorgaben nicht einhalten.

## Aktuelle Regierung
In der aktuellen Legislaturperiode (2024 bis 2029) setzt sich die Regierung der Deutschsprachigen Gemeinschaft aus den folgenden vier Mitgliedern zusammen:
- Oliver Paasch (ProDG): Ministerpräsident, Minister für lokale Behörden, Raumordnung und Finanzen
- Jérôme Franssen (CSP): Minister für Unterricht, Ausbildung und Beschäftigung
- Gregor Freches (PFF): Minister für Kultur, Sport, Tourismus und Medien
- Lydia Klinkenberg (ProDG): Ministerin für Familie, Soziales, Wohnen und Gesundheit